# Incredibad

Incredibad est le premier album studio des comiques américains the Lonely Island. Il est sorti le 10 février 2009 aux États-Unis, chez The Universal Motown/Universal Republic Group.
La plupart des chansons de l'album sont issues des SNL Digital Shorts diffusés dans l'émission américaine Saturday Night Live.

## Liste des pistes
| 1.  | Who Said We're Wack?                                       | Andy Samberg, Akiva Schaffer, Jorma Taccone                                    | 1:16 |
| 2.  | Santana DVX (featuring E-40)                               | Samberg, Schaffer, Taccone, Earl Stevens, Udo Lindenberg, Jean-Jacques Kravetz | 2:35 |
| 3.  | Jizz in My Pants                                           | Samberg, Schaffer, Taccone, Michael Forno                                      | 2:31 |
| 4.  | I'm on a Boat (featuring T-Pain)                           | Samberg, Schaffer, Taccone, Adam Cherrington, Faheem Rasheed Najm              | 2:36 |
| 5.  | Sax Man (featuring Jack Black)                             | Samberg, Schaffer, Taccone, Matthew Compton                                    | 2:07 |
| 6.  | Lazy Sunday (featuring Chris Parnell)                      | Samberg, Schaffer, Taccone, Chris Parnell                                      | 2:20 |
| 7.  | Normal Guy (Interlude)                                     | Samberg, Schaffer, Taccone                                                     | 1:04 |
| 8.  | Boombox (featuring Julian Casablancas)                     | Samberg, Schaffer, Taccone, Drew Campbell, Asa Taccone                         | 3:13 |
| 9.  | Shrooms (Interlude)                                        | Samberg, Schaffer, Taccone, Campbell                                           | 0:34 |
| 10. | Like a Boss                                                | Samberg, Schaffer, Taccone                                                     | 1:47 |
| 11. | We Like Sportz                                             | Samberg, Schaffer, Taccone                                                     | 2:03 |
| 12. | Dreamgirl (featuring Norah Jones)                          | Samberg, Schaffer, Taccone, Mansur Zafr                                        | 3:13 |
| 13. | Ras Trent                                                  | Samberg, Schaffer, Taccone, D. Carey, Sly Dunbar, Robbie Shakespeare           | 2:05 |
| 14. | Dick in a Box (featuring Justin Timberlake)                | Samberg, Schaffer, Taccone, Justin Timberlake, Katreese Barnes                 | 2:41 |
| 15. | The Old Saloon (Interlude)                                 | Samberg, Schaffer, Taccone, Mark Potsic                                        | 1:05 |
| 16. | Punch You in the Jeans                                     | Samberg, Schaffer, Taccone, Potsic, Mohandas Dewese                            | 2:46 |
| 17. | Space Olympics                                             | Samberg, Schaffer, Taccone, Campbell                                           | 2:55 |
| 18. | Natalie's Rap (featuring Natalie Portman et Chris Parnell) | Samberg, Schaffer, Taccone                                                     | 2:26 |
| 19. | Incredibad                                                 | Samberg, Schaffer, Taccone, Roy Hammond, Jerry Fuller                          | 2:54 |

| 1. | Jizz in My Pants                            | 2:32 |
| 2. | Just 2 Guyz                                 | 2:07 |
| 3. | Lazy Sunday (featuring Chris Parnell)       | 2:22 |
| 4. | Ras Trent                                   | 2:08 |
| 5. | Dick in a Box (featuring Justin Timberlake) | 2:41 |
| 6. | We Like Sportz                              | 2:06 |
| 7. | Space Olympics                              | 3:01 |
| 8. | Bing Bong Brothers                          | 1:12 |